# Сонячний вітер (фільм, 1982)
«Сонячний вітер» (рос. «Солнечный ветер») — російський радянський художній фільм 1982 року режисера Ростислава Горяєва за мотивами п'єси «Саша Бєлова» Ігнатія Дворецького.

## Сюжет
Молодий вчений Надія Петровська працює над проблемами, які перебувають на стику різних наук.

## У ролях
- Анна Каменкова
- Валерій Сергєєв
- Микола Єременко
- Андрій Попов — Микола Званцев
- Віктор Смирнов
- Ніна Ургант
- Олексій Михайлов
- Леонід Марков
- Олена Івочкіна
- Єлизавета Нікіщіхіна
- Михайло Зимін
- Віра Орлова — дружина Рясенцева
- Любов Віролайнен
- Ірина Малишева
- Тетяна Пивоварова
- Петро Горін
- Тамара Тимофєєва
- Лілія Гриценко
- Григорій Лямпе
- Тетяна Погоржельська
- Людмила Іванова
- Майя Булгакова
- Михайло Глузський
- Валерій Сторожик
- Рубен Симонов
- Людмила Шапошникова
- Світлана Пєнкіна
- Іван Соловйов
- Інга Будкевич
- Георгій Дрозд
- Андрій Ярославцев

## Творча група
- Сценарій: Ігнатій Дворецький
- Режисер: Ростислав Горяєв
- Оператор: Валерій Миронов
- Композитор: Андрій Петров